# 에릭 메서슈밋
에릭 메서슈밋(영어: Erik Messerschmidt, 1980년 10월 23일 ~ )은 미국의 영화 촬영 기사이다. 주로 데이비드 핀처 감독의 작품에 참여하고 있다.

## 영화
- 맹크

## TV 방송
- 마인드헌터
- 리전 (드라마)
- 파고 (드라마)
- 레이즈드 바이 울브스